# Nové Hrady
Nové Hrady (německy Gratzen) jsou město v okresu České Budějovice v Jihočeském kraji. Leží v Novohradském podhůří poblíž hranic s Rakouskem, asi třicet kilometrů jihovýchodně od Českých Budějovic a dvacet kilometrů jižně od Třeboně. S nadmořskou výškou 541 metrů jsou nejvýše položeným městem okresu České Budějovice. Ve městě a jeho částech žije přibližně 2 500 obyvatel.

## Historie
Nové Hrady byly ve středověku významnou pohraniční pevností. V pramenech je doloženo slovanské hradiště[zdroj?], ve 13. století zde byl vybudován vrcholně středověký hrad (Gretzen) patřící rodu Vítkovců. V květnu 1422 byly Nové Hrady vypáleny a vypleněny husity. Dne 14. srpna 1467 byly opět vypáleny a vypleněny, a to vojsky Zdeňka Konopišťského ze Šternberka, který stál v čele Jednoty zelenohorské – české katolické opozice proti českému králi Jiřímu z Poděbrad, jehož byl tehdy stoupencem majitel Nových Hradů Jan II. z Rožmberka.

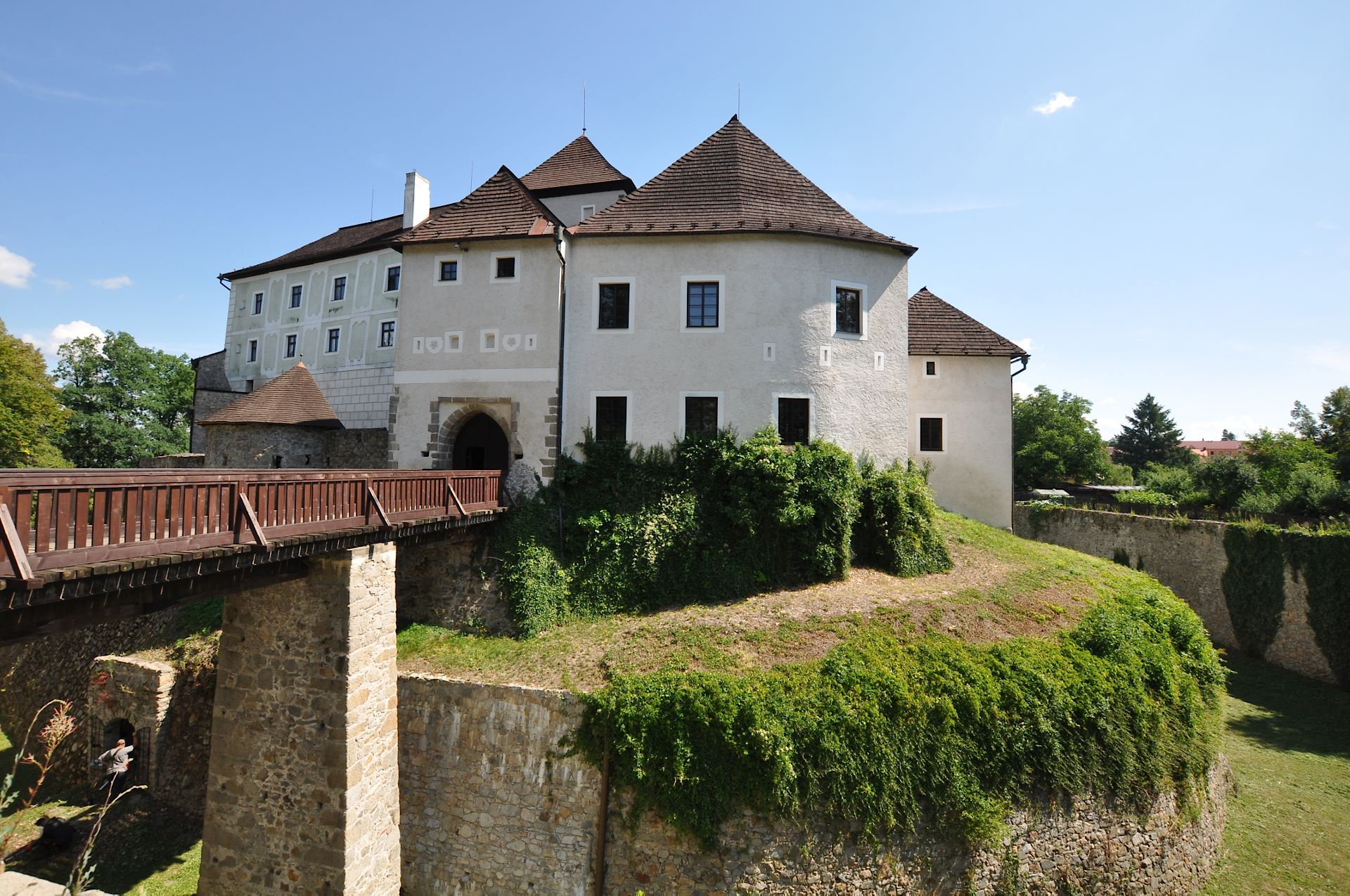
Hrad Nové Hrady

Po roce 1620 se Nové Hrady staly rezidenčním městem Buquoyů, kteří zde sídlili až do roku 1945, a to nejprve v přestavěném rožmberském domě na náměstí, přebudovaném na barokní rezidenci, později v nově vybudovaném raně klasicistním zámku na okraji historického centra města. V osadě Jakule bylo v roce 1796 zásluhou buquoyského nadlesního Vojtěcha Kastla zřízeno jedno z prvních lesnických učilišť v Čechách.
V letech 1938 až 1945 byly Nové Hrady součástí Německa. Dne 8. května 1945 popravila jednotka SS tři občany města Nové Hrady německé národnosti za to, že strhávali nacistické symboly[zdroj?]. V pozdějších měsících byli občané německé národnosti vysídleni. Po zřízení hraničního pásma byla v tomto pásmu velká část území obce; osady Jedlice, Mýtiny a Veveří zanikly. Přímo ve městě byla dvoje kasárna Pohraniční stráže, z toho jedna kasárna byla v klášteře servitů. Koncem roku 1989 bylo pásmo překážek na česko-rakouské státní hranici odstraněno.

## Přírodní poměry
- Národní přírodní rezervace Červené blato
- Národní přírodní památka Hojná Voda
- Přírodní park Novohradské hory
- Ptačí oblast Novohradské hory
- Přírodní památka Přesličkový rybník
- Přírodní památka Sokolí hnízdo a bažantnice
- Stropnice (evropsky významná lokalita)
- Terčino údolí (také Tereziino údolí) – národní přírodní památka vyhlášená 1992, státní přírodní rezervace již od roku 1949 na rozloze 139,29 ha. První úpravy volné krajiny v romantickém údolí řeky Stropnice se uskutečnily na popud Terezie Buquoyové, rozené Paarové v roce 1765. Podle nejstaršího dochovaného plánu z roku 1770 byl park zván Krásným údolím, ve kterém se postupně postavily Modrý dům, Václavovy lázně (Lázničky), Švýcarský dům, přestavěl Hamr, zřídil umělý vodopád a další krajinářské prvky. Po předání parku hraběnčině synovci Jiřímu byl park přejmenován na Tereziino údolí. Představuje mimořádný příklad rané krajinářské tvorby.

## Obyvatelstvo
| Rok            | 1869  | 1880  | 1890  | 1900  | 1910  | 1921  | 1930  | 1950 | 1961  | 1970  | 1980  | 1991  | 2001  | 2011  | 2021  |
| -------------- | ----- | ----- | ----- | ----- | ----- | ----- | ----- | ---- | ----- | ----- | ----- | ----- | ----- | ----- | ----- |
| Počet obyvatel | 1 731 | 1 805 | 1 887 | 1 825 | 1 692 | 1 562 | 1 449 | 870  | 1 287 | 1 531 | 1 828 | 2 104 | 2 085 | 2 000 | 1 887 |
| Počet domů     | 204   | 206   | 206   | 212   | 220   | 217   | 234   | 217  | 340   | 182   | 218   | 264   | 307   | 356   | 403   |

## Městská správa
Příslušnost obce: v roce 1850 obec Nové Hrady v okrese Nové Hrady; 1869 obec v okrese České Budějovice; 1921 obec v okrese České Budějovice; 1931 obec Nové Hrady v okrese Kaplice; 1950 obec Nové Hrady v okrese Trhové Sviny; 1961 obec v okrese České Budějovice.

### Části města
Město Nové Hrady se skládá z osmi částí na devíti katastrálních územích:
- Byňov (i název k. ú.), včetně Jakule
- Nakolice (i název k. ú.)
- Nové Hrady (i název k. ú., součástí je k. ú. a zaniklá vesnice Mýtiny)
- Obora (k. ú. Obora u Vyšného)
- Štiptoň (i název k. ú.)
- Údolí (k. ú. Údolí u Nových Hradů)
- Veveří (k. ú. Veveří u Nových Hradů)
- Vyšné (i název k. ú.)

Od 1. července 1985 do 23. listopadu 1990 k městu patřily i Božejov, Trpnouze a Žumberk.
Východní část území města (katastrální území Nakolice, Obora u Vyšného a Vyšné) byla k Československu připojena až 31. července 1920 jako součást tzv. Západního Vitorazska a v rámci Čech začleněna do soudního okresu Nové Hrady v politickém okrese Kaplice. Původně tato tři katastrální území náležela k Dolním Rakousům.

### Městské symboly
Vlajka byla městu udělena rozhodnutím předsedy Poslanecké sněmovny Parlamentu České republiky dne 28. listopadu 2000.

## Doprava
Železniční stanice Nové Hrady (na železniční trati České Budějovice – Gmünd) je v Byňově-Jakuli, ve vzdálenosti pět kilometrů od města.
Nové Hrady leží na silnicích II/154 (Kaplice–Třeboň) a II/156 (České Budějovice – Nové Hrady). Vede odtud silnice do Českých Velenic, silnice na hraniční přechod Nové Hrady / Pyhrabruck a společná hraniční cesta Nové Hrady – Großdietmanns. 

## Pamětihodnosti

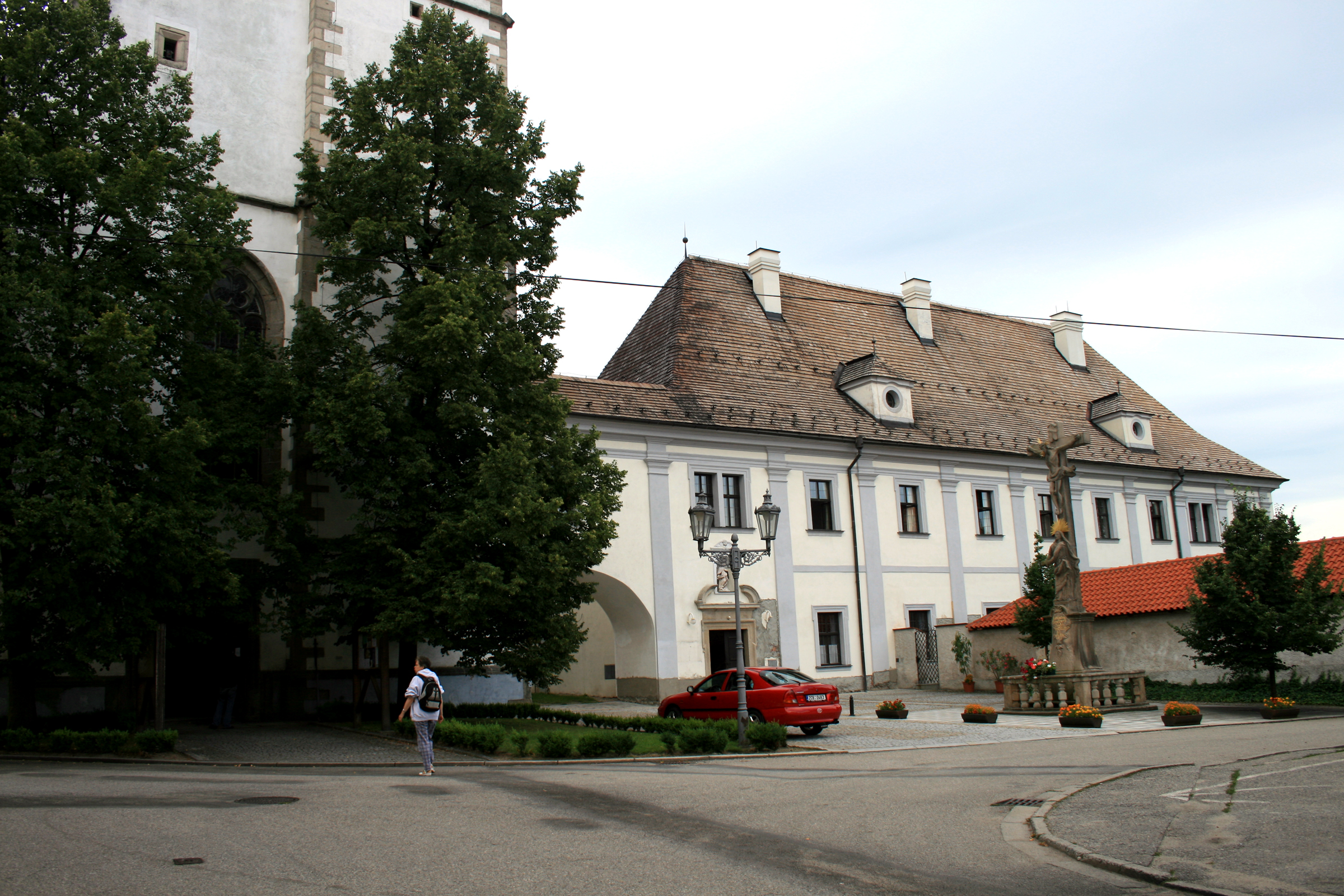
Servitský klášter

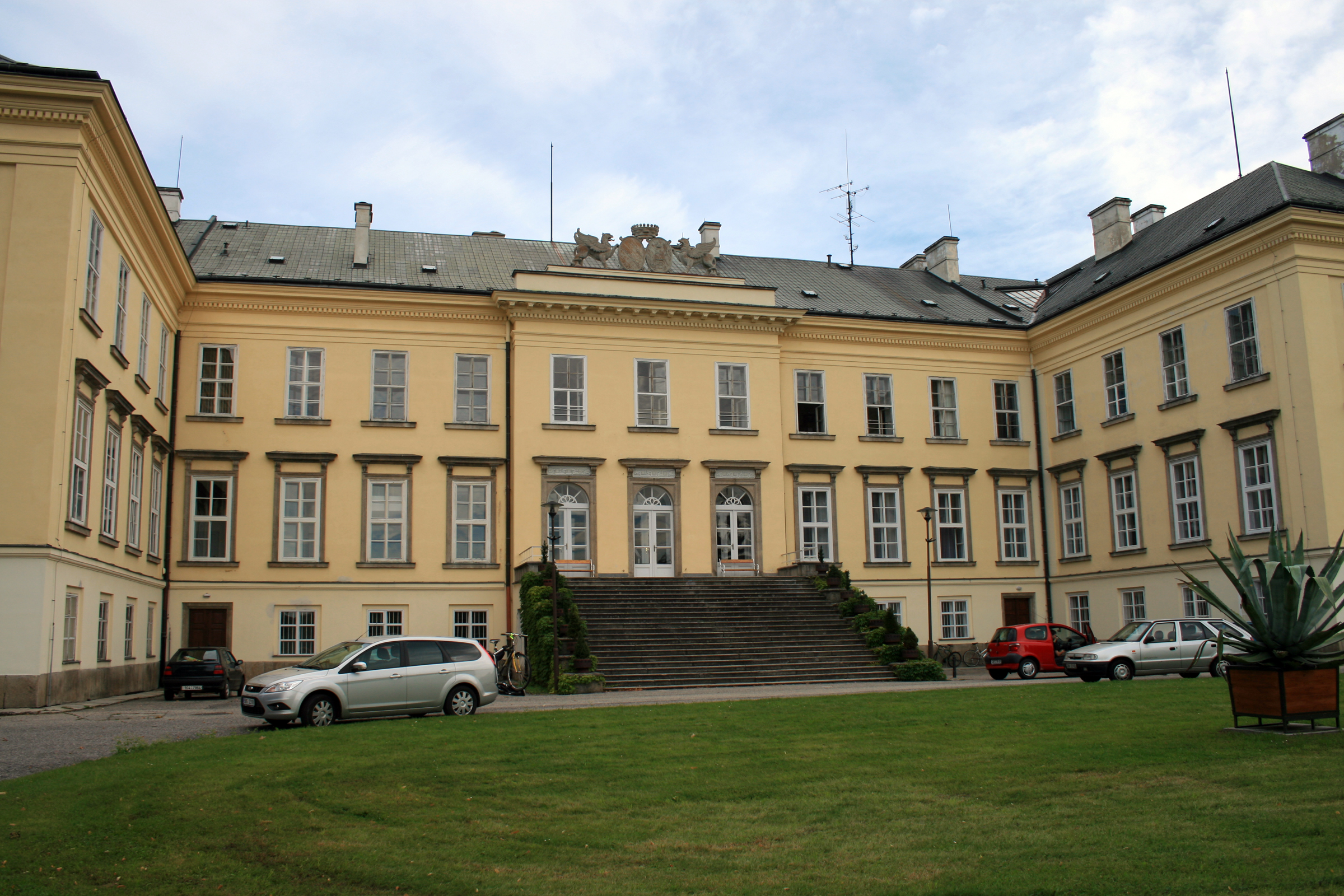
Zámek

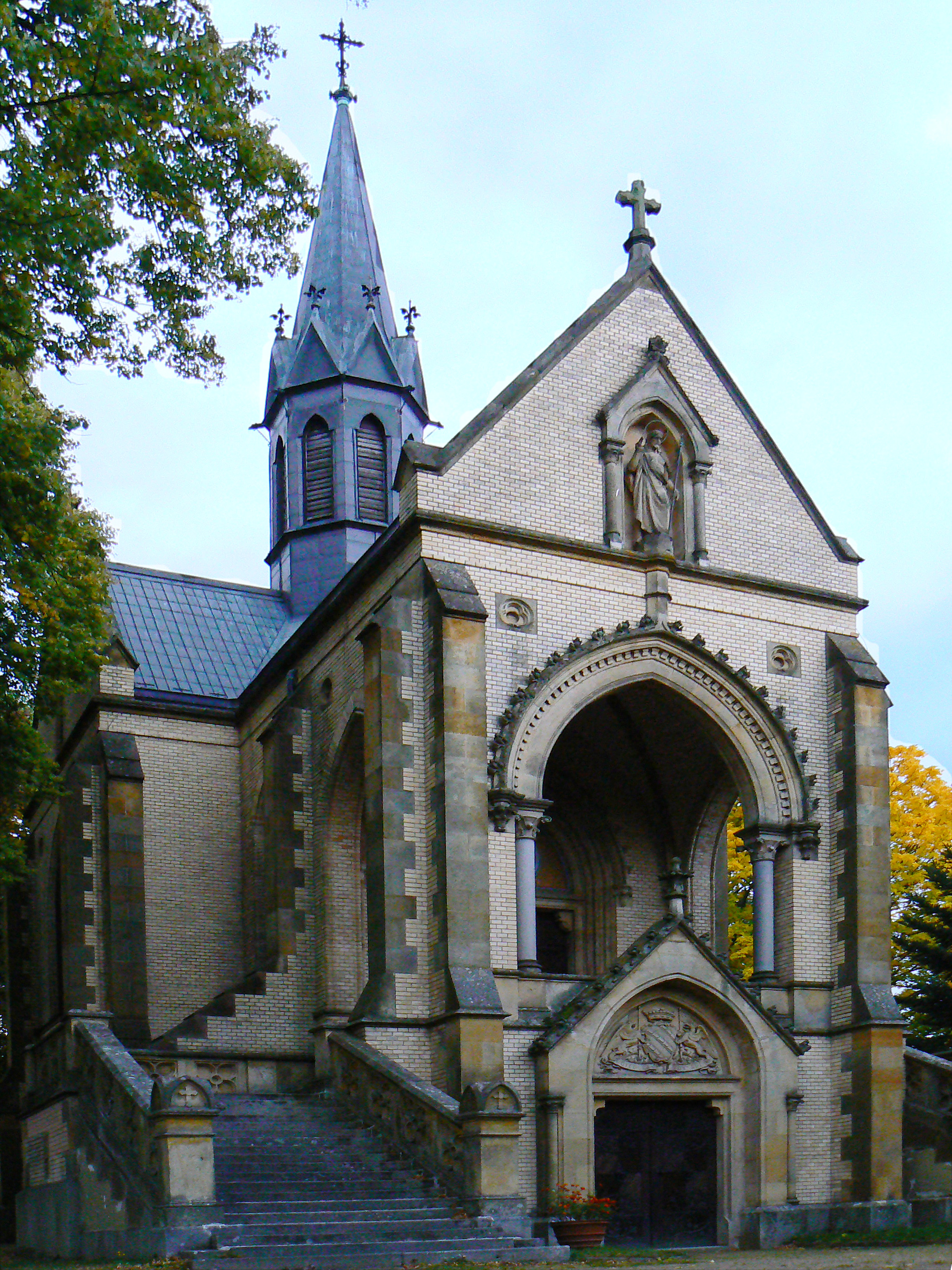
Buquoyská hrobka

Kulturní krajina v okolí Nových Hradů byla v roce 1996 prohlášena krajinnou památkovou zónou Novohradsko. Historické jádro je městskou památkovou zónou.
- Hrad Nové Hrady
- Zámek Nové Hrady
- Buquoyská rezidence – na tomto místě stávalo nejdříve několik samostatných domů, které zde nechali postavit Rožmberkové. Jejich spojením a přeměnou v celý komplex vznikla v letech 1634–1635 podoba tzv. městského paláce. To vše na pokyn hraběnky Marie Magdalény z Biglia, která po příchodu do Nových Hradů roku 1626 odmítla obývat už nevyhovující hrad. Buquoyové v rezidenci sídlili až do počátku 19. století, kdy se přestěhovali do nově zbudovaného zámku. Poté byla rezidence využívána jako kanceláře hospodářského a stavebního úřadu panství a jako byty zaměstnanců. Po roce 1945 ji užíval lesní závod. Dnes slouží jako hotel a restaurace.
- Kostel svatého Petra a Pavla – farní, poprvé zmiňován v roce 1284. Tato raně gotická stavba byla spolu s městem zničena husity roku 1425 a vojskem Zdeňka ze Šternberka roku 1467. Nová stavba byla dokončena okolo roku 1590. Z této doby pochází švábská síťová klenba presbyteria, nejdokonalejší v jižních Čechách. Roku 1726 došlo k sesazení poškozené renesanční střechy a věže a nahrazení typickou barokní osmistěnnou cibulovou bání s lucernou.
- Klášter Božího Milosrdenství Rodiny Panny Marie – klášter servitů. Klášter servitů u kostela svatého Petra a Pavla, založil roku 1677 majitel panství hrabě F. Buquoy jako poděkování Panně Marii za uzdravení z těžkého zranění v bitvě s Turky. Po roce 1990 obnoven především díky darům z Rakouska.
- Radnice – renesanční radnice v severozápadním rohu náměstí Republiky. Poprvé připomínána 1593 jako obecní dům. Její renesanční původ prozrazují křížové hřebínkové klenby v přízemí. Radnice byla spojena s městským pivovarem v zadním traktu budovy, který byl po požáru v roce 1906 předělán na hospodu, později na sýrárnu. Roku 1749 byla radnice přestavěna do barokní podoby a o téměř sto let později je datován dřevěný strop v místnostech a věžička s hodinami a zvonem. Fasáda v průčelí je vyzdobena znaky města a rodu Buquoyů.
- Kovárna – poprvé připomínána roku 1719, kdy ji vlastnil kovář Ferdinand Grössinger a je pravděpodobné, že byla postavena právě v této době. Celý objekt se skládá z obytné části, chléva, stodoly a vlastní kovářské dílny. Kovářská živnost tu byla provozována po téměř 200 let. Poté objekt sloužil k bydlení. V roce 2000 odkoupilo bývalou kovárnu město a zrekonstruovalo ji podle dochovaných záznamů. V objektu je možno vidět plně funkční historickou kovárnu, sbírku kovářského nářadí i tradiční výrobky.
- Městské opevnění
- Barokní lékárna
- Buquoyská hrobka
- Koželužna
- Novohradské muzeum[13]
- Zevlův mlýn – první zmínka o nynějším Zevlově mlýně pochází z Novohradského urbáře z roku 1390.[14] Součástí výstavy je plně funkční mlýnice a historické traktory.

## Osobnosti
- Alois Kreidl (1864–1928), fyziolog
- Johann von Oppolzer (1808–1871), lékař, vysokoškolský profesor
- Robert Polák (1866–1926), operní pěvec-basista a režisér opery Národního divadla
- Karel Průcha (1818–1883), katolický kněz a biskup
- Hellmuth Straka (1922–1987), antropolog, speleolog a archeolog
- Antonín Šimek (1887–1942), chemik, pedagog a odbojář
- Anton Teichl (1837–1913), archivář a historik

## Galerie

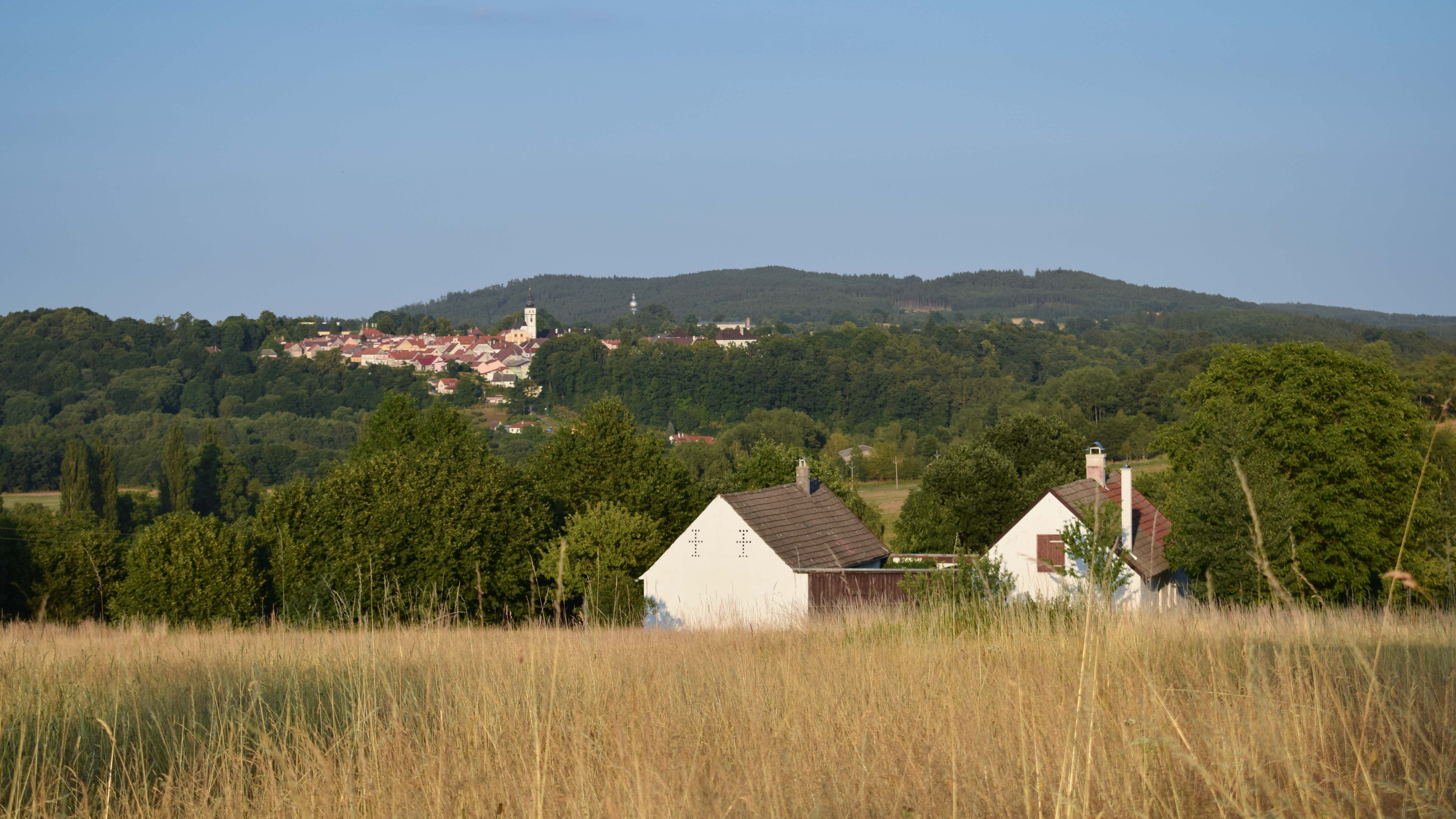
Nové Hrady od západu
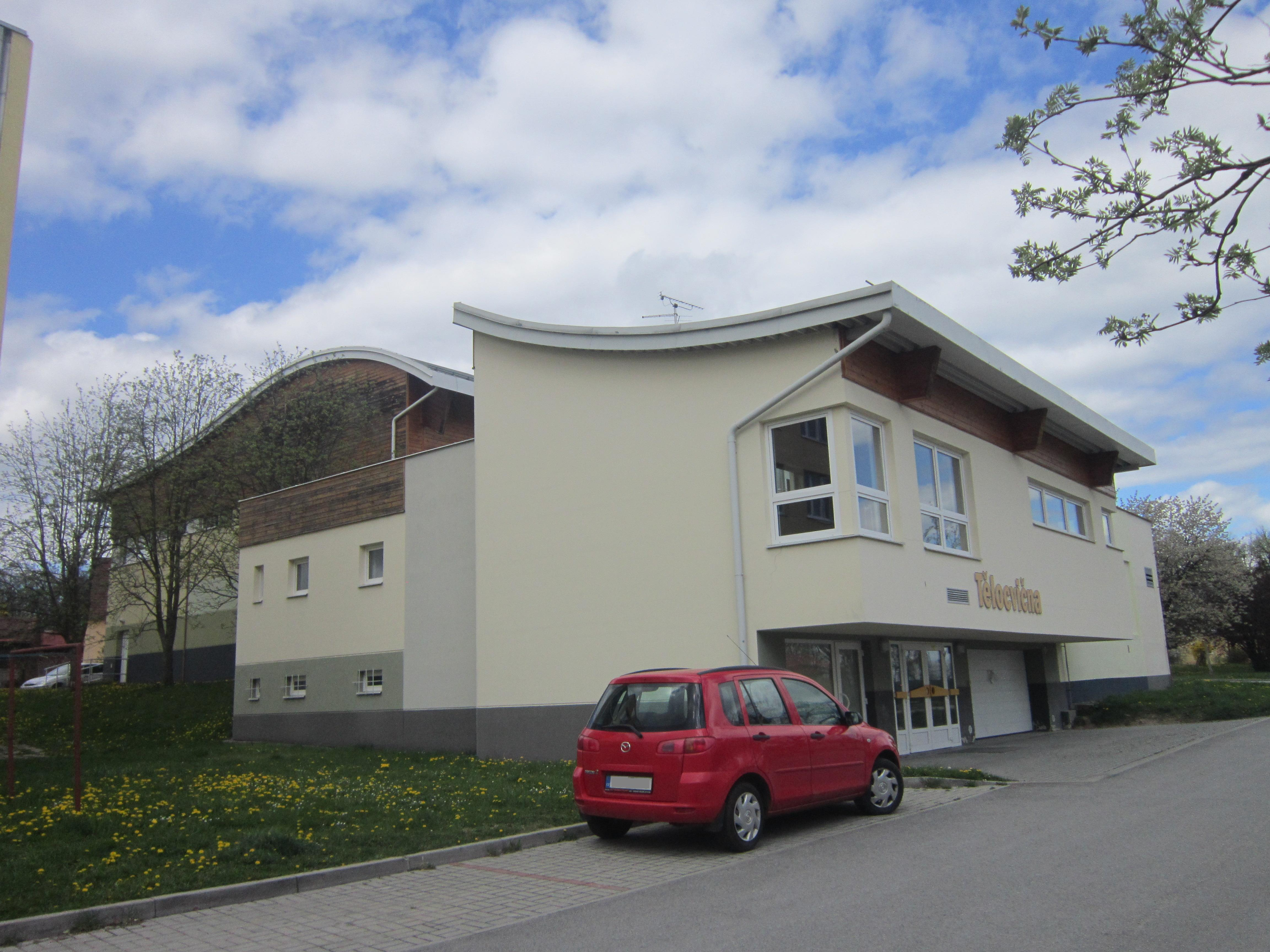
Sportovní hala
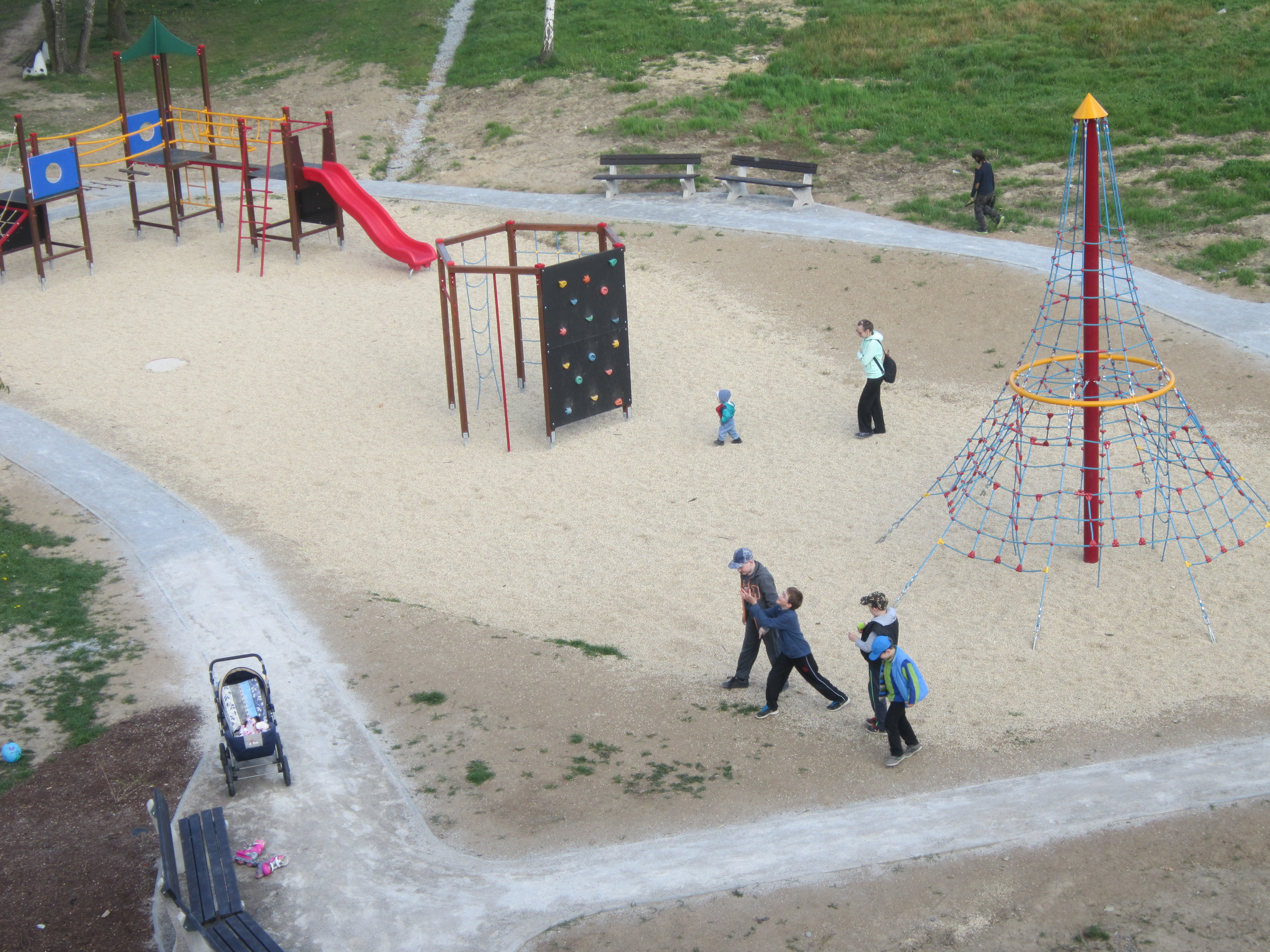
Hřiště
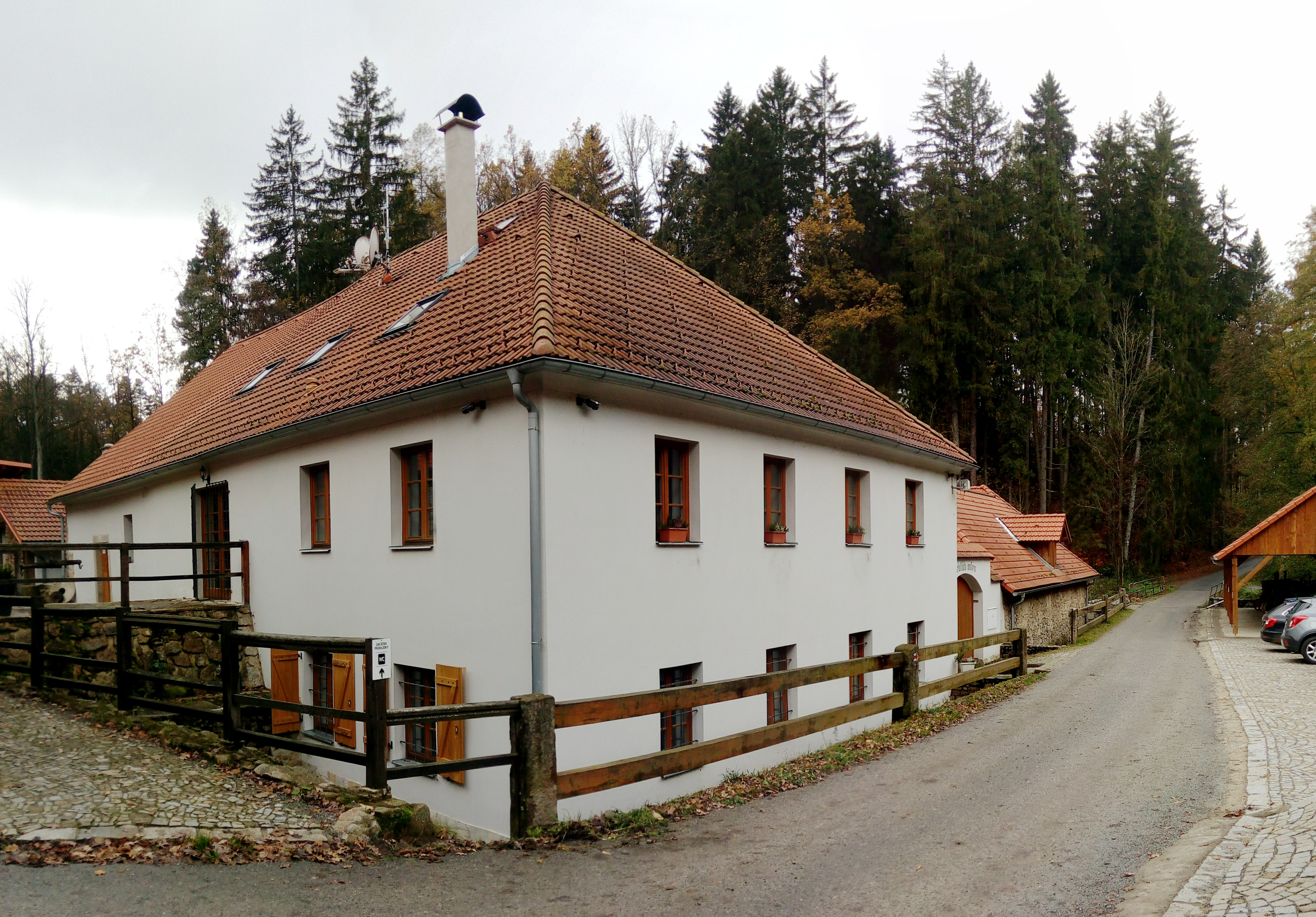
Zevlův mlýn